# Liste der Bodendenkmäler in Altenstadt (Oberbayern)
Auf dieser Seite sind die Bodendenkmäler in der oberbayerischen Gemeinde Altenstadt zusammengestellt. Diese Tabelle ist eine Teilliste der Liste der Bodendenkmäler in Bayern. Grundlage ist die Bayerische Denkmalliste, die auf Basis des Bayerischen Denkmalschutzgesetzes vom 1. Oktober 1973 erstmals erstellt wurde und seither durch das Bayerische Landesamt für Denkmalpflege geführt wird. Die folgenden Angaben ersetzen nicht die rechtsverbindliche Auskunft der Denkmalschutzbehörde.

## Bodendenkmäler der Gemeinde

### Bodendenkmäler im Ortsteil Altenstadt
| Lage                                       | Objekt | Akten-Nr.     | Bild           |
| ------------------------------------------ | --- | ------------- | -------------- |
| Altenstadt (Standort)                      | Siedlung vor- und frühgeschichtlicher Zeitstellung sowie Körpergräber der späten römischen Kaiserzeit.                                                                    | D-1-8131-0059 |                |
| Altenstadt (Standort)                      | Brandgräber der Urnenfelderzeit sowie Siedlung vorgeschichtlicher Zeitstellung und der späten römischen Kaiserzeit.                                                       | D-1-8131-0076 |                |
| Altenstadt (Standort)                      | Siedlung vor- und frühgeschichtlicher Zeitstellung, unter anderem der römischen Kaiserzeit, sowie Hofstelle des hohen Mittelalters.                                       | D-1-8131-0088 |                |
| Altenstadt St.-Lorenz-Straße 28 (Standort) | Untertägige mittelalterliche und frühneuzeitliche Befunde im Bereich der ehemalige Pfarrkirche St. Lorenz in Altenstadt mit aufgelassenem Friedhof.                       | D-1-8131-0091 |                |
| Altenstadt (Standort)                      | Straße der römischen Kaiserzeit (Teilstück der Via-Claudia-Trasse Augsburg-Füssen).                                                                                       | D-1-8131-0092 |                |
| Altenstadt (Standort)                      | Körpergräber der frühen römischen Kaiserzeit. | D-1-8131-0186 |                |
| Altenstadt St.-Michael-Straße 2 (Standort) | Basilika St. Michael Untertägige mittelalterliche und frühneuzeitliche Befunde im Bereich der Katholischen Pfarrkirche St. Michael in Altenstadt und ihres Vorgängerbaus. | D-1-8131-0191 | weitere Bilder |
| Altenstadt (Standort)                      | Straße der römischen Kaiserzeit (Teilstück der Via-Claudia-Trasse Augsburg-Füssen).                                                                                       | D-1-8231-0031 |                |
| Altenstadt (Standort)                      | Burgstall des hohen oder späten Mittelalters. | D-1-8231-0039 |                |

### Bodendenkmäler im Ortsteil Schwabniederhofen
| Lage                                      | Objekt | Akten-Nr.     | Bild                                                      |
| ----------------------------------------- | --- | ------------- | --------------------------------------------------------- |
| Schwabniederhofen Burgstraße 1 (Standort) | Untertägige mittelalterliche und frühneuzeitliche Befunde im Bereich der Katholischen Pfarrkirche Hl. Kreuz in Schwabniederhofen und ihres Vorgängerbaus. | D-1-8131-0193 | Untertägige mittelalterliche und frühneuzeitliche Befunde |